# Cuny

Ossos del peu. Els ossos cuneïformes són els 4, 5 i 6.

Els cunys o ossos cuneïformes (en llatí: os cuneïforme) són ossos curts del peu, n'hi ha tres per cada peu, 1, 2 i 3 de dins cap enfora:

## Cuny medial
També conegut com a cuneïforme intern o primer cuneïforme.

## Cuny intermedi
També conegut com a segon cuneïforme.

## Cuny lateral
També conegut com a cuneïforme extern o tercer cuneïforme.